# Luis Armando Collazuol
Luis Armando Collazuol (ur. 10 lutego 1948 w Rosario) – argentyński duchowny katolicki, biskup Concordii w latach 2004–2023.

## Życiorys

### Prezbiterat
Święcenia kapłańskie otrzymał 29 września 1974 i został inkardynowany do archidiecezji Rosario. Po święceniach odbył studia teologiczne w Hiszpanii. W 1977 wrócił do kraju i został wykładowcą seminarium w Rosario (jednocześnie pracując duszpastersko w parafiach miasta).

### Episkopat
31 grudnia 1997 papież Jan Paweł II mianował go biskupem pomocniczym archidiecezji Rosario, ze stolicą tytularną Elo. Sakry biskupiej udzielił mu 27 marca 1998 arcybiskup Eduardo Mirás.
21 lipca 2004 został mianowany biskupem diecezji Concordia, zaś 11 października 2004 kanonicznie objął urząd.
21 czerwca 2023 papież Franciszek przyjął jego rezygnację z pełnionej funkcji.